# Edgardo Simone

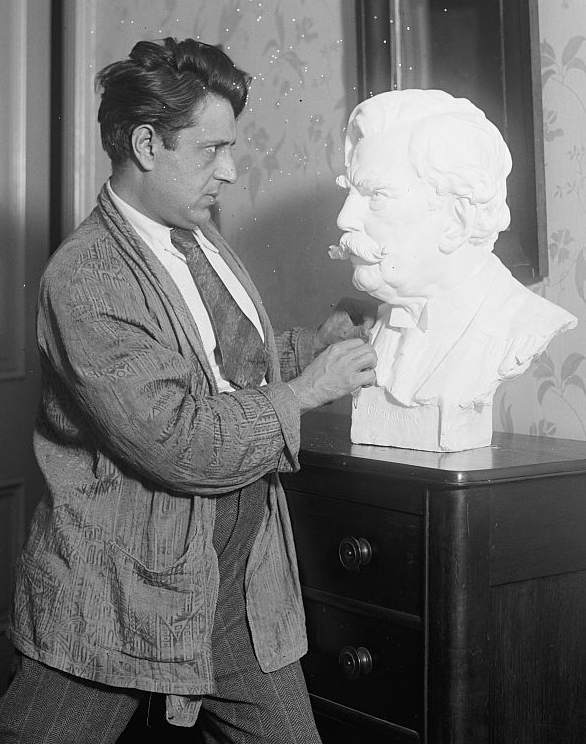
Edgardo Simone con il busto di Oliver Wendell Holmes, Jr.

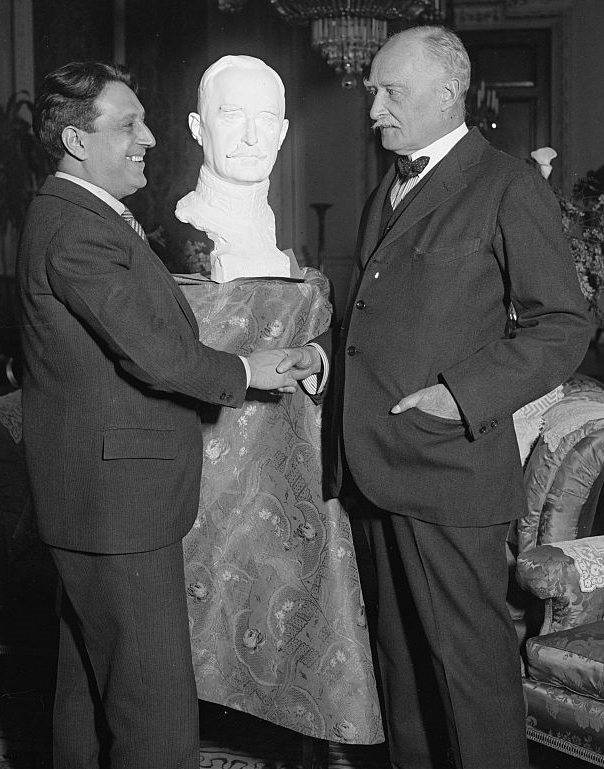
Edgardo Simone con Esme Howard

Edgardo Simone (Brindisi, 2 giugno 1890 – Hollywood, 19 dicembre 1948) è stato uno scultore e scenografo italiano.

## Biografia
Formatosi all'Accademia di Belle Arti in Roma, dopo aver realizzato numerosi monumenti civili in diverse città italiane, nel 1927 emigrò negli USA dove sposò la musicista Radie Britain e si stabilì in California. 
Fu artista prolifico e molto apprezzato soprattutto per la realizzazione di ritratti. 
Gli ultimi anni lavorò per gli studi cinematografici della Metro Goldwyn Mayer.
Si conservano suoi monumenti dedicati ai Caduti della Guerra a: Ferrara (irrealizzato) e nella sua provincia a Marrara e San Bartolomeo in Bosco, Monopoli, Brindisi, Sarno, Verona (Monumento agli Alpini), Pianura, Avezzano, Maiori, San Bartolomeo in Bosco, Cerreto Sannita, Marrara, San Marzano sul Sarno, Minori, San Pietro a Maiella, Viggiano, San Vito dei Normanni, Tampa (Florida).
Realizzò tra gli altri il Monumento al Sacro Cuore a Napoli, la Statua di san Francesco d'Assisi a Nocera Superiore, la Statua della Madonna nella Cattedrale di Verona. 
Ha inoltre realizzato delle cappelle funerarie della famiglia dei conti Balsamo in Brindisi, della famiglia Cattino in Torino, della famiglia Cascio in Napoli, un ritratto postumo in duplice copia del duchino Galeazzo "Pimpi" Massari per la tomba di famiglia nella Certosa di Ferrara e altre a Caracas (Venezuela) e San Paulo (Brasile).
A Edgardo Simone è anche intitolato il Liceo Artistico Statale di Brindisi.